# Індекс Герфіндаля — Гіршмана
І́ндекс Герфінда́ля-Гі́ршмана (англ. Herfindahl-Hirschman Index або HHI) — індикатор, що визначає концентрацію бізнесу на певному ринку (англ. market dominance). Цей індекс  розраховується за такою формулою:
{\displaystyle H=\sum _{i=1}^{N}s_{i}^{2}}
де {\displaystyle s_{i}} — ринкова доля компанії {\displaystyle i}, а {\displaystyle N} — кількість усіх компаній. Таким чином на ринку, де працюють 2 компанії, і кожна з яких має однакову ринкову долю у 50%, індекс Херфіндаля-Хіршмана дорівнюватиме {\displaystyle 0.50^{2}+0.50^{2}=1/2}.
Цей індекс може мати значення від 0 до 1 (або від 0 до 10.000 базисних пунктів). Він являє собою суму квадратів ринкових долей усіх компаній певної галузі, причому більше значення індексу означатиме більш концентрований ринок (отже, менше конкуренції та більше ризиків для клієнтів). Державний департамент юстиції США визначає ступінь концентрованості ринку таким чином:
- індекс має значення нижче 0,1 (або 1.000) — незначна концентрація ринку,
- індекс має значення від 0,1 до 0,18 (або від 1.000 до 1.800) — середня концентрація ринку,
- індекс має значення вище 0,18 (або 1.800) — висока концентрація ринку.

У США будь-яке злиття компаній, яке підвищує індекс Герфіндаля-Гіршмана на 0,1 пункт (або 100 пунктів) на ринку середньої концентрації (і на 0,05 / 50 пунктів на ринку з високою концентрацією), автоматично призводить до застосування до цього випадку антимонопольного законодавства.